# Franz Holzheu
Franz Holzheu (* 9. März 1937 in Leuterschach; † 25. Juni 2006) war ein deutscher Wirtschaftswissenschaftler und Hochschullehrer. Von 1977 bis 2002 war er Inhaber des Lehrstuhls für Volkswirtschaftslehre an der Technischen Universität München.

## Karriere
Franz Holzheu war Schüler und Assistent von Hans Möller an der Ludwig-Maximilians-Universität München. 1965 promovierte er mit dem Thema «Regionales Wachstum und interregionale Kapitalbewegungen» ab. Er habilitierte sich 1970 mit der Arbeit «Vermögensdispositionen, Kreditmärkte und internationale Kapitalbewegungen» und erhielt 1971 einen Ruf an die Technische Universität Berlin. 1977 folgte er einem Ruf an die Technische Universität München. Dort führte er 25 Jahre bis zu seiner Emeritierung 2002 den Lehrstuhl für Volkswirtschaftslehre.
Innerhalb der Fakultät nahm er mehrere Ämter wahr: 1986 bis 1988 Dekan, 1992 bis 1994 Prodekan, 1983 bis 1989 Vorsitzender des Prüfungsausschusses AWA («Arbeits- und Wirtschaftswissenschaftliches Aufbaustudium», Vorgänger – Studiengang des heutigen MBA).
Forschungsschwerpunkte waren die europäische Wirtschafts- und Finanzpolitik. Holzheu war Mitunterzeichner des eurokritischen Manifests Die währungspolitischen Beschlüsse von Maastricht: Eine Gefahr für Europa (1992).

## Werke
- Gesellschaft und Unsicherheit. VVW, Karlsruhe 1987, ISBN 3-88487-122-6.
- Knut Borchardt, Franz Holzheu (Hrsg.): Theorie und Politik der internationalen Wirtschaftsbeziehungen: Hans Moller zum 65. Geburtstag. Fischer, 1980, ISBN 3-437-50248-4.
- Vermögensdispositionen, Kreditmärkte und internationale Kreditbeziehungen. Mohr (Siebeck), 1971, ISBN 3-16-332781-7.